# Ганнібал Гаскін
Ганнібал Гаскін (порт. Hannibal Gaskin, 30 серпня 1997) — бразильський плавець.
Учасник Олімпійських Ігор 2016 року.